# Donna con camicia in poltrona
Donna con camicia in poltrona è un olio su tela (cm 148x99) realizzato nel 1913 dal pittore spagnolo Pablo Picasso. Fa parte della collezione Ganz di New York.
Il quadro rappresenta un nudo femminile seduto.
L'opera "Donna in camicia" è un olio su tela che risale al 1913. Nell'autunno di quell'anno Pablo Picasso realizzò l'opera unendo ai colori del Cubismo analitico la struttura schematica del Cubismo sintetico.
La donna è nuda e seduta su una poltrona molto grande. La figura è contornata da una linea molto incisiva e penetrante che delimita e definisce il soggetto rappresentato. 
L'opera ha come sfondo una parete spoglia, anonima e neutra. L'olio su tela è costituito anche dalla sovrapposizione di molteplici piani, le cui giunture appaiono come delle pieghe.
Picasso in quest'opera utilizza forme geometriche che si affiancano e si sovrappongono. Esse, inoltre, sono lineari e rigide e sono accostate a ritagli che richiamano stoffe, frange e pizzi di velluto. 
I colori sono caldi e accesi; prevalgono il rosa e l'arancione ad eccezione della parte superiore della figura in cui i toni appaiono più scuri.  
Tutta l'opera ruota intorno al corpo sensuale ed erotico della donna. Al centro del dipinto spiccano i seni penduli del nudo femminile. Questi ultimi, sono simili alle collane usate dagli indigeni africani. Ai lati, invece, sono individuabili i braccioli della poltrona, la quale avvolge in maniera confortevole il corpo del soggetto rappresentato. 
Vi sono altri elementi che rimandano alla vita di tutti i giorni, come il giornale, le varie stoffe e la poltrona.
L'opera "Donna in camicia" viene considerata rappresentante del momento in cui il cubismo analitico termina ed ha inizio quello sintetico.
Paul Èluard, poeta e amico di Pablo Picasso, ha così scritto riguardo "Donna in camicia": "La massa enorme e scultorea della donna seduta sulla poltrona, la testa grande come quella della Sfinge, i seni inchiodati al petto, contrastano meravigliosamente col viso dai tratti minuti, i capelli ondulati, l'ascella deliziosa, le costole sporgenti, la camicia vaporosa, la poltrona morbida e confortevole, il giornale quotidiano".